# Önnarps övningsfält
Önnarps övningsfält är ett militärt övnings- och skjutfält på Hallandsåsens sydsluttning i Båstads kommun i Skåne.
Området är en tidigare kronopark som förvärvades av försvaret 1956. Det omfattar cirka 123 hektar och har tillståndsprövats enligt miljöskyddslagen enligt en  ansökan i april 2011.
Området användes som övningsfält för markförsvarsenheter från Skånska flygflottiljen (F10) tills den lades ned år 2002. De första byggnaderna uppfördes i slutet av 1950-talet då också ett mindre antal skjutbanor anlades. År 1968 byggdes en stor modern skjutbana och vid sekelskiftet renoverades byggnader och skjutstationer. När flygflottiljen i Ängelholm lades ned övertogs förvaltningen av Södra skånska regementet (P7).
Övningsfältet används främst av hemvärnet och P7. På skjutbanorna används skarp ammunition och sprängningar kan utföras på sprängplatsen. Övningar med lös ammunition förekommer också.
År 2010 sökte försvaret tillstånd  att öka aktiviteten på övningsfältet till 275 skjutdagar om året, men efter kraftiga protester från grannarna och kommunen drogs förslaget tillbaka. År 2013 meddelades att på grund av en omorganisation skulle en av skjutbanorna stängas och  
sprängningarna upphöra.